# 103 Aquarii
103 Aquarii, som är stjärnans Flamsteed-beteckning, är en ensam stjärna belägen i den södra delen av stjärnbilden Vattumannen och har även Bayer-beteckningen A1 Aquarii. Den har en skenbar magnitud på 5,34 och är svagt synlig för blotta ögat där ljusföroreningar ej förekommer. Baserat på parallaxmätning inom Hipparcosuppdraget på ca 4,7 mas, beräknas den befinna sig på ett avstånd på ca 700 ljusår (ca 213 parsek) från solen. Den rör sig bort från solen med en heliocentrisk radialhastighet på ca 25 km/s.

## Egenskaper
103 Aquarii är en orange  till röd jättestjärna av spektralklass K4/K5 III. Den har en radie som är ca 64 solradier och utsänder från dess fotosfär ca 850 gånger mera energi än solen vid en effektiv temperatur av ca 3 900 K.